# Горный чинантекский язык
Горный чинантекский язык (Highland Chinantec) — чинантекский язык, состоящий из двух диалектов: кьётепекского и комальтепекского, распространённых в штате Оахака в Мексике.

## Диалекты
- Кьётепекский диалект (Highland Chinantec, Quiotepec Chinantec) распространён в городе Сан-Хуан-Баутиста-Ататла округа Этла штата Оахака; в городах Манинальтепек, Реформа, Росарио-Теместитлан, Сан-Педро-Йолох, Сан-Хуан-Кьётепек округа Истлан штата Оахака. Включает в себя йолохский поддиалект.
- Комальтепекский диалект (Comaltepec Comaltepec, Jmii’) распространён в городах Виста-Эрмоса (Кьётепек), Ла-Эсперанса, Манинальтепек, Росарио-Теместитлан, Сан-Мартин-Сойолапан, Сан-Педро-Йолох, Сантьяго-Комальтепек, Соледад-Тектитлан на севере штата Оахака.

## Письменность
Алфавит кьётепекского диалекта из издания 1966 года: A a, B b, C c, Cw cw, D d, Ds ds, Dy dy, E e, F f, G g, H h, I i, Ɨ ɨ, J j, L l, M m, N n, Ñ ñ, Ng ng, O o, Ø ø, on, oh, 'ø, P p, Qu qu, R r, S s, T t, Ts ts, Ty ty, U u, Ʉ ʉ, u', W w, X x, Y y.
Алфавит комальтепекского диалекта из издания 1979 года: A a, B b, C c, Ch ch, D d, E e, Ea ea, F f, G g, H h, I i, Ɨ ɨ, J j, L l, M m, N n, Ñ ñ, O o, Ø ø, P p, Q q, R r, S s, T t, U u, Ʉ ʉ, Y y, '.
Алфавит комальтепекского диалекта из издания 2006 года: A a, B b, C c, Ch ch, D d, Ds ds, E e, Ea ea, F f, G g, H h, I i, Ɨ ɨ, J j, L l, M m, N n, Ñ ñ, O o, Ø ø, P p, Q q, R r, S s, T t, U u, Ʉ ʉ, Y y, '.
| Тон            | Краткий гласный без гортанной смычки и ударения | Краткий гласный без гортанной смычки с ударением | Долгий гласный без гортанной смычки и ударения | Долгий гласный без гортанной смычки c ударением | Краткий гласный c гортанной смычкой и без ударения | Краткий гласный с гортанной смычкой и ударением | Долгий гласный c гортанной смычкой и без ударения | Долгий гласный с гортанной смычкой и ударением |
| -------------- | ----------------------------------------------- | ------------------------------------------------ | ---------------------------------------------- | ----------------------------------------------- | -------------------------------------------------- | ----------------------------------------------- | ------------------------------------------------- | ---------------------------------------------- |
| Высокий        | -                                               | áˆ                                               | ааˆ                                            | áаˆ                                             | a'ˆ                                                | á'ˆ                                             | -                                                 | áа'ˆ                                           |
| Средний        | -                                               | áˉ                                               | ааˉ                                            | áаˉ                                             | a'ˉ                                                | á'ˉ                                             | -                                                 | áa'ˉ                                           |
| Низкий         | aˋ                                              | áˋ                                               | aaˋ                                            | áаˋ                                             | a'ˋ                                                | á'ˋ                                             | aa'ˋ                                              | áa'ˋ                                           |
| Низко-средний  | aˊ                                              | -                                                | -                                              | áaˊ                                             | a'ˊ                                                | á'ˊ                                             | -                                                 | -                                              |
| Низко-высокий  | a˜                                              | -                                                | aa˜                                            | áa˜                                             | -                                                  | -                                               | aa'˜                                              | áa'˜                                           |
| Средне-высокий | aˇ                                              | -                                                | aaˇ                                            | áaˇ                                             | -                                                  | -                                               | -                                                 | áa'ˇ                                           |
| Средне-низкий  | aˋ                                              | áˋ                                               | aaˋ                                            | áaˋ                                             | a'ˋ                                                | á'ˋ                                             | -                                                 | áa'ˋ                                           |